# Upplands runinskrifter 501
Upplands runinskrifter 501 är en vikingatida runsten i Närtuna kyrka, Närtuna socken och Norrtälje kommun. Runstenen är inmurad i kyrkans norra yttervägg. Endast den ristade sidan av stenen är synlig. Den synliga ytan är 2,50 gånger 1,25 meter. Runhöjden är 8 centimeter.
Den familj som nämns i inskriften är samma familj som på U 363, enligt Evert Salberger.

## Inskriften
Translitterering av runraden:
sbialbuþi ' auk ' hulfr ' auk ' hulmfastr auk ' keir-.../keir- ... ...þur sin auk sun biarn
Normalisering till runsvenska:
Spiallbuði ok Ulfʀ ok Holmfastr ok Gæiʀ.../Gæiʀ[i] ... [fa]ður(?)/[bro]ður(?) sinn, ok sun Biarnaʀ.
Översättning till nusvenska:
Spjallbude och Ulv och Holmfast och Ger - ... sin fader(?), och son Björn.